# Kim Dong-wook
Kim Dong-wook (kor. 김동욱; ur. 23 kwietnia 1993 w Yeosu) – południowokoreański łyżwiarz szybki specjalizujący się w short tracku, wicemistrz olimpijski z Pekinu 2022.
Igrzyska olimpijskie w Pekinie były jego debiutanckim turniejem międzynarodowym. Wcześniej występował w Pucharze Świata.

## Życie prywatne
Mieszka w Inczonie. Studiował na Dankook University.

## Wyniki
- Pekin 2022
  - sztafeta mężczyzn – 2. miejsce